# Will Penny, le solitaire
Pour plus de détails, voir Fiche technique et Distribution.
Will Penny, le solitaire est un western américain réalisé par Tom Gries en 1968.

## Synopsis
Will Penny, cowboy solitaire approchant la cinquantaine, tue Romulus Quint pour défendre ses deux camarades d'une bande de rôdeurs. Il est ensuite engagé par un propriétaire de ranch pour surveiller du bétail dans les montagnes pendant le rude hiver, mais il est rattrapé par le père et les frères de celui qu'il a tué. Laissé mourant, il se réfugie dans sa cabane où se trouvent déjà une jeune femme, Catherine Allen, et son fils, abandonnés par leur guide. Il n'a pas eu le cœur de les en chasser. Catherine va le soigner, Will découvre la vie et l'amour auprès d'une femme intelligente et volontaire, il est heureux de la compagnie du jeune Horace. Mais la bande de rôdeurs surgit à nouveau, terrorise Will, Catherine et Horace pendant plusieurs jours. Will parvient à s'enfuir pour trouver de l'aide. Les rôdeurs sont abattus. Mais le bonheur et la vie de famille arrivent trop tard pour Will.

## Commentaire
- Le scénario est tiré d'un épisode (Line Camp) de la série télévisée The Westerner (en) (1960).
- Le dénouement joue sur l'intervention de tous les personnages laissés en suspens jusque-là.

## Fiche technique
- Titre : Will Penny
- Titre original : Will Penny
- Réalisation : Tom Gries
- Scénario : Tom Gries
- Production : Fred Engel, Walter Seltzer pour Paramount Pictures
- Musique : David Raksin
- Photographie : Lucien Ballard
- Ratio : 1,85:1
- Direction artistique : Roland Anderson et Hal Pereira
- Décors de plateau : Robert B. Benton et Ray Moyer
- Montage : Warren Low
- Durée: 108 min
- Pays: États-Unis
- Couleur: Technicolor
- Son: Mono
- Budget : 1 400 000 $
- Langue : anglais
- Affiche pour la sortie en France par Michel Landi

## Distribution
- Charlton Heston (VF : Michel Gatineau) : Will Penny
- Joan Hackett : Catherine Allen
- Donald Pleasence : Preacher Quint
- Lee Majors (VF : Michel Gudin) : Blue
- Bruce Dern : Rafe Quint
- Ben Johnson (VF : André Valmy) : Alex (responsable de Flat Iron Ranch)
- Slim Pickens (VF : Jean Clarieux) : Ike Walterstein
- Clifton James : Catron
- Anthony Zerbe (VF : Georges Atlas) : Dutchy
- Roy Jenson (VF : Robert Dalban) : Boetius Sullivan
- G. D. Spradlin : Anse Howard
- Quentin Dean : Jennie
- William Schallert : Docteur Fraker
- Lydia Clarke : Mrs. Fraker
- Robert Luster : Shem Bodine
- Dal Jenkins : Sambo
- Matt Clark : Romulus Quint
- Luke Askew : Foxy
- Anthony Costello : Bigfoot
- Gene Rutherford : Rufus Quint
- Chanin Hale : fille
- Jon Gries (comme Jon Francis) : Horace (button)
- Stephen Edwards : garçon en ville

## Récompenses
- Primé aux Western Heritage Awards de 1969 du Bronze Wrangler en faveur de Tom Gries comme réalisateur et Charlton Heston comme acteur.